# Mihailo Jovičić
Mihailo Jovičić (in serbo Михаило Јовичић?; Kragujevac, 24 gennaio 1999) è un cestista serbo.